# Grayshott
Grayshott är en ort och en civil parish i Hampshire, England, Storbritannien. Den ligger knappt fyra kilometer norr om Haslemere.
Arthur Conan Doyle, George Bernard Shaw och Alfred Tennyson har bott i Grayshott. Skådespelaren Colin Firth och musikartisten Rex Orange County är födda där.